# Металіст (Донецький район)
Металі́ст — селище Іловайської міської громади Донецького району Донецької області, Україна.

## Географія
У селищі бере початок Балка Калинова.

## Загальні відомості
Відстань до райцентру становить близько 21 км і проходить автошляхом Т 0507.
У селищі діє школа, будинок культури, поштове відділення. Найближча залізнична станція — Кутейникове (2,2 км).
Унаслідок російської військової агресії із серпня 2014 р. Металіст перебуває на території ОРДЛО.

## Населення

### Мова
Розподіл населення за рідною мовою за даними перепису 2001 року:
| Мова            | Кількість | Відсоток |
| --------------- | --------- | -------- |
| російська       | 947       | 72.96%   |
| українська      | 346       | 26.66%   |
| білоруська      | 3         | 0.22%    |
| румунська       | 1         | 0.08%    |
| інші/не вказали | 1         | 0.08%    |
| Усього          | 1298      | 100%     |

За даними перепису 2001 року населення селища становило 1298 осіб, із них 26,66 % зазначили рідною мову українську, 72,96 % — російську, 0,23 % — білоруську та 0,08 % — молдовську мову.